# Ceroplesis calabarica
Ceroplesis calabarica là một loài bọ cánh cứng trong họ Cerambycidae.